# NGC 4239
NGC 4239 este o galaxie eliptică situată în constelația Părul Berenicei. A fost descoperită în aprilie 1884 de către Carl Frederik Pechüle⁠(d). Se află la o distanță de 12,82 megaparseci de Pământ.